# I'm Cold
I'm Cold é um desenho animado de 1954 do Chilly Willy / Picolino, dirigido por Tex Avery e produzido por Walter Lantz. Foi o segundo curta da série do Picolino e o primeiro a ser dirigido por Tex Avery. Além disso, Avery também deu uma grande reformulação para o visual de Picolino, que agora se tornou único e imortalizado. Este desenho animado apresenta a estreia de Smedley (com dublagem no original de Daws Butler em sua voz de "Dom Pixote"), que mais tarde apareceria nos demais episódios de Picolino.

## Sinopse
Picolino fica congelando em seu iglu e queima tudo (um registro, inclusive páginas de um livro) em sua lareira até que ele retira um anúncio de uma fábrica de peles guardada por Smedley e percebe que o calor é apenas uma visita de distância.